# Хелмно (гмина)
Хелмно (пол. Chełmno) — сельская гмина (волость) в Польше, входит как административная единица в Хелмненский повет, Куявско-Поморское воеводство. Население на 2004 год — 5176 человек. В состав гмины входят деревни Новавесь-Хелминска, Калдус, Вельке-Лунавы, Ленг и другие.

## Соседние гмины
1. Гмина Драгач
2. Гмина Грудзёндз
3. Гмина Киево-Крулевске
4. Гмина Прущ
5. Гмина Стольно
6. Гмина Свеце
7. Гмина Унислав

## Палеогенетика
У средневековых образцов (X—XIV века) из деревни Калдус определены несколько относительно редких митохондриальных гаплогрупп — A2, T2b4a, HV, K1a11, J2b1a и X2.